# 塞馬基夫齊 (捷爾諾波爾州)
49°3′46″N 25°41′52″E / 49.06278°N 25.69778°E
塞馬基夫齊（烏克蘭語：Семаківці），是烏克蘭的村落，位於該國西部捷爾諾波爾州，由喬爾特基夫區負責管轄，面積1.38平方公里，2001年人口226，人口密度每平方公里163.77人。